# Танцювальна імпровізація
Танцюва́льна імпровіза́ція — це виконання певних танцювальних елементів безпосередньо у танці без попередньої підготовки.

## Імпровізація-відкриття
Танцювальна імпровізація дає змогу відкривати людині все нові і нові танці. Зокрема такі види танців, як хіп-хоп або брейкданс, просто не можуть обходитися без імпровізації. Що свіжіші рухи в цих танцях, тим цікавіше спостерігати за ними.

### Імпровізація у вуличних танцях
Найяскравіше танцювальна імпровізація проявляється у вуличних танцях. Людина, танцюючи, намагається передати емоції, почуття, вигадати нові елементи рухів, які згодом можуть бути звичними для певних видів танців.

### Дотримання танцювальних традицій
Майже всі культури світу мають заздалегідь сформовані танцювальні тенденції. Дотримуючись цих тенденцій, народи світу мають власні традиційні танці, за допомогою яких люди дізнаються багато нової інформації про ці народи.

### Значущість нововведень у танцях
Більшість людей підтримують раніше сформовані танці та вважають зміни у них непотрібними. Проте є люди, які прагнуть відкривати щось нове у танцювальному світі та створювати щось незвичайне. Завдяки імпровізації певні танці є відомими в усьому світі.